# Tephrosia zambiana
Tephrosia zambiana är en ärtväxtart som beskrevs av Richard Kenneth Brummitt. Tephrosia zambiana ingår i släktet Tephrosia och familjen ärtväxter. Inga underarter finns listade i Catalogue of Life.